# Cryptopipiza
Cryptopipiza là một chi ruồi trong họ Syrphidae.